# ダリア・ド・ボアルネ
ダリア・エフゲニエヴナ・ボアルネ（ロシア語: Дарья Евгеньевна Богарнэ, 1870年3月19日旧暦では3月7日 - 1937年11月5日）は、第5代ロイヒテンベルク公エフゲニー・ロマノフスキーの娘。
ナポレオン・ボナパルトの養子ウジェーヌ・ド・ボアルネの男系の曾孫、ロシア皇帝ニコライ1世の女系の曾孫にあたるが、ダリア・オポチニナ（ミハイル・クトゥーゾフの孫娘）と貴賎結婚して生まれた子であるため、王侯の序列に属さず女伯爵（Графиня）の称号で呼ばれた。

## 生涯
父方の祖母であるロシア皇女マリア・ニコラエヴナの住まいであるサンクトペテルブルクのマリインスキー宮殿で生まれた。母ダリアは出産後に急逝し、父エフゲニーは軍隊へ戻らなければならなかったため、幼くしてダリアは孤児となり、祖母や叔母の元で育てられた。幼少時代にはパリのリセや、カールスルーエのギムナジウムで教育を受けた。
1893年、ロシア貴族コチュベイ家の出である富豪のレフ・ミハイロヴィチ・コチュベイ公と結婚し3子をもうけたが、結婚生活は1905年に破綻。同年にダリアはパリへ行き、1906年にソルボンヌを卒業した。コチュベイ公とは1910年に離婚した。1911年にグレヴェニッツ男爵ウラジーミル・エフゲニエヴィチと再婚したが1913年には離婚している。
第一次世界大戦中には看護師の資格をとり、オーストリアの前線で医療活動に従事した。二月革命後、ダリアは病院の上に赤旗を掲げるなどして熱狂的に革命支持を表明した。しかし1917年10月にドイツへ向かい、バイエルンで市民権を取得した。
1918年10月、公式にはオーストリア赤十字の職務のため、ダリアは内戦のさなかソビエト連邦となった故国へ戻り、3度目の夫であるヴィクトル・マルキゼッティとともに図書館で職を得た。1927年、ソビエトの国籍を取得し、ドラ・エフゲニエヴナ・ロイヒテンベルク（Dora Evgenyevna Leuchtenberg）と名乗った。
しかし1929年以降、十月革命以後にドラたちが職を得てソビエトで生活していたにもかかわらず、ドラと夫ヴィクトルは、かつての富裕層に属し反ユダヤ主義の傾向があるとして当局から目をつけられるようになった。1937年9月10日、ドラは逮捕された。ドイツ移民テロ組織に属す君主制主義者のスパイとして、内務人民委員部に死刑を宣告され、11月5日にレニングラードで処刑された。
1989年5月、当時のソビエト政府によってドラの死後復権がなされた。

## 子女
最初の夫レフ・コチュベイとの間に1男2女をもうけた。
- エフゲニー（1894年 - 1951年）
- エレナ（1898年 -?）
- ナターリア（1899年 - 1979年）